# Perfetti Van Melle
Perfetti Van Melle é um grupo fabricante global de confeitos e chicletes. Foi formado em 2001 após a aquisição da neerlandesa Van Melle pelo grupo italiano Perfetti Spa. Em 2006, o grupo adquiriu a companhia espanhola Chupa Chups. É uma das maiores indústrias confeiteiras do mundo, estando atrás da Mondelēz Internacional e da Mars, Inc. A Perfetti Van Melle emprega mais de 17 mil pessoas por meio de cerca de 30 subsidiárias e distribui seus produtos para mais de 150 países.

## Produtos
Entre as principais marcas da fabricante, destacam-se:
- Chupa Chups[5]
- Mentos
- Fruittella